# Herman
A Herman férfinév a germán Hermann névből származik, amelynek jelentése hadsereg + férfi. Női változata: Hermina. 

## Rokon nevek
Armand

## Gyakorisága
Az 1990-es években szórványos név, a 2000-es években nem szerepel a 100 leggyakoribb férfinév között.

## Névnapok
- április 7.[2]

## Idegen nyelvi változatok
- Hariman
- Hermann (német)

## Híres Hermanok
- Hermann Oberth fizikus, az űrkutatás egyik úttörője
- Hermann Göring német pilóta, katonai vezető, náci politikus